# 佩勒姆馬諾 (紐約州)
佩勒姆馬諾（英語：Pelham Manor）是位於美國紐約州西徹斯特縣的村。

## 人口
根據2020年美國人口普查的數據，佩勒姆馬諾的面積為3.62平方千米，當中陸地面積為3.50平方千米，而水域面積為0.11平方千米。當地共有人口5752人，而人口密度為每平方千米1,589人。